# 童行白

童行白（1898年—？），江苏崇明人，中華民國政治人物。
童行白毕业于上海法政学院政治系。1924年加入中国国民党。1927年，任中国国民党上海市第二区党部执行委员兼宣传部部长。1928年，任淞沪警备司令部政训部宣传科科长兼代政训部主任。1929年至1930年擔任中国国民党上海市党部第一、二届执行委员兼训练部部长。1931年，擔任中国国民党上海市党部第三届监察委员兼常务委员。1932年，任中国国民党上海市党部第四届执行委员兼常务委员。1939年至1939年擔任中国国民党上海市党部主任委員。1941年時擔任中國國民黨海外部負責人。1947年3月1日，被聘为宪政实施促进委员会考察委员会委员。
童行白其他職務有中国公学、暨南大学训育长、训育委员、教授，中国文化建设协会理事兼上海分会干事长，中国教育电影会上海分会常务理事，中国童子军上海市理事会常务理事，中國国民党上海市党部常务委员，民立女子中学校长，制宪国民大会代表。
著作有《唯物史观与民生史观析论》、《孔子哲学研究》、《党义研究大纲》、《中国文学史纲》等。